# Mainvilliers, Eure-et-Loir
Mainvilliers je zahodno predmestje Chartresa in občina v srednjem francoskem departmaju Eure-et-Loir regije Center. Naselje je leta 2008 imelo 10.289 prebivalcev.

## Geografija
Kraj leži v pokrajini Orléanais 3 km zahodno od središča Chartresa.

## Uprava
Mainvilliers je sedež istoimenskega kantona, v katerega so poleg njegove vključene še občine Bailleau-l'Évêque, Chartres (del), Lèves in Saint-Aubin-des-Bois z 19.665 prebivalci.
Kanton Mainvilliers je sestavni del okrožja Chartres.